# Autoroute A2 (Grèce)
Pour les articles homonymes, voir A2 et Autoroute A2.
L'autoroute A2, également appelée Egnatía Odós (Εγνατία Οδός), est une autoroute en Grèce, faisant partie de la route européenne 90.

## Description
Elle suit partiellement le tracé de l'antique via Egnatia et s'étend du port occidental d'Igoumenítsa au village de Kípi, à la frontière orientale gréco-turque. Sa longueur totale est de 670 km. Le mégaprojet a débuté en 1994 et s'est achevé en 2009, pour un coût de 5,93 milliards d'euros.

## Tracé
| Km     | Agglomérations | Carte interactive |
| ------ | -------------- | ----------------- |
| 0 km   | Igoumenitsa    |                   |
| 7 km8  | Ioánnina       |                   |
| 113 km | Metsovo        |                   |
| 162 km | Grevena        |                   |
| 187 km | Siatista       |                   |
| 205 km | Kozani         |                   |
| 258 km | Veria          |                   |
| 323 km | Thessalonique  |                   |
| 473 km | Kavala         |                   |
| 526 km | Xanthi         |                   |
| 568 km | Komotini       |                   |
| 621 km | Alexandroúpoli |                   |
| 670 km | Kípi           |                   |

## Galerie

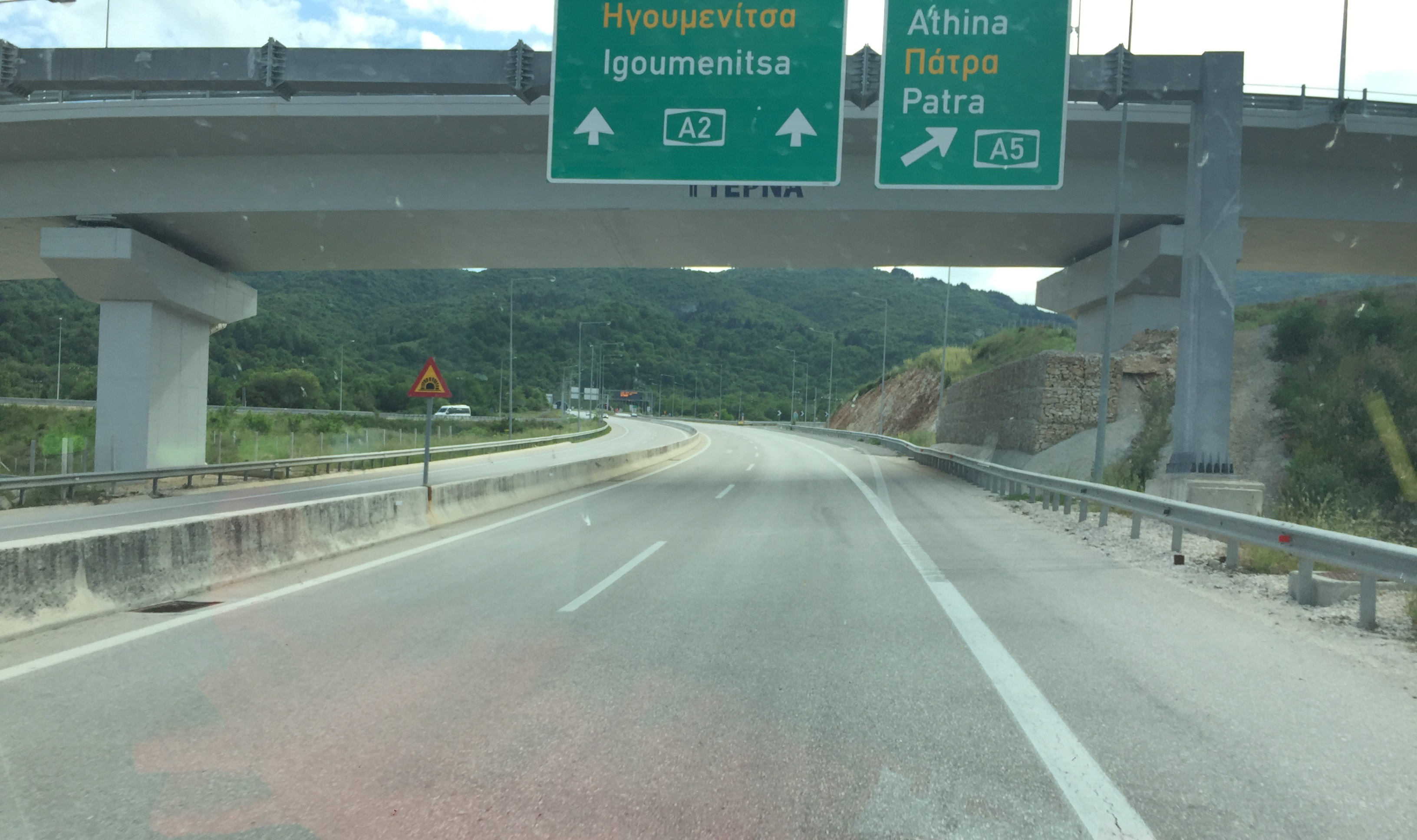
Échangeur entre la A2 et la A5.
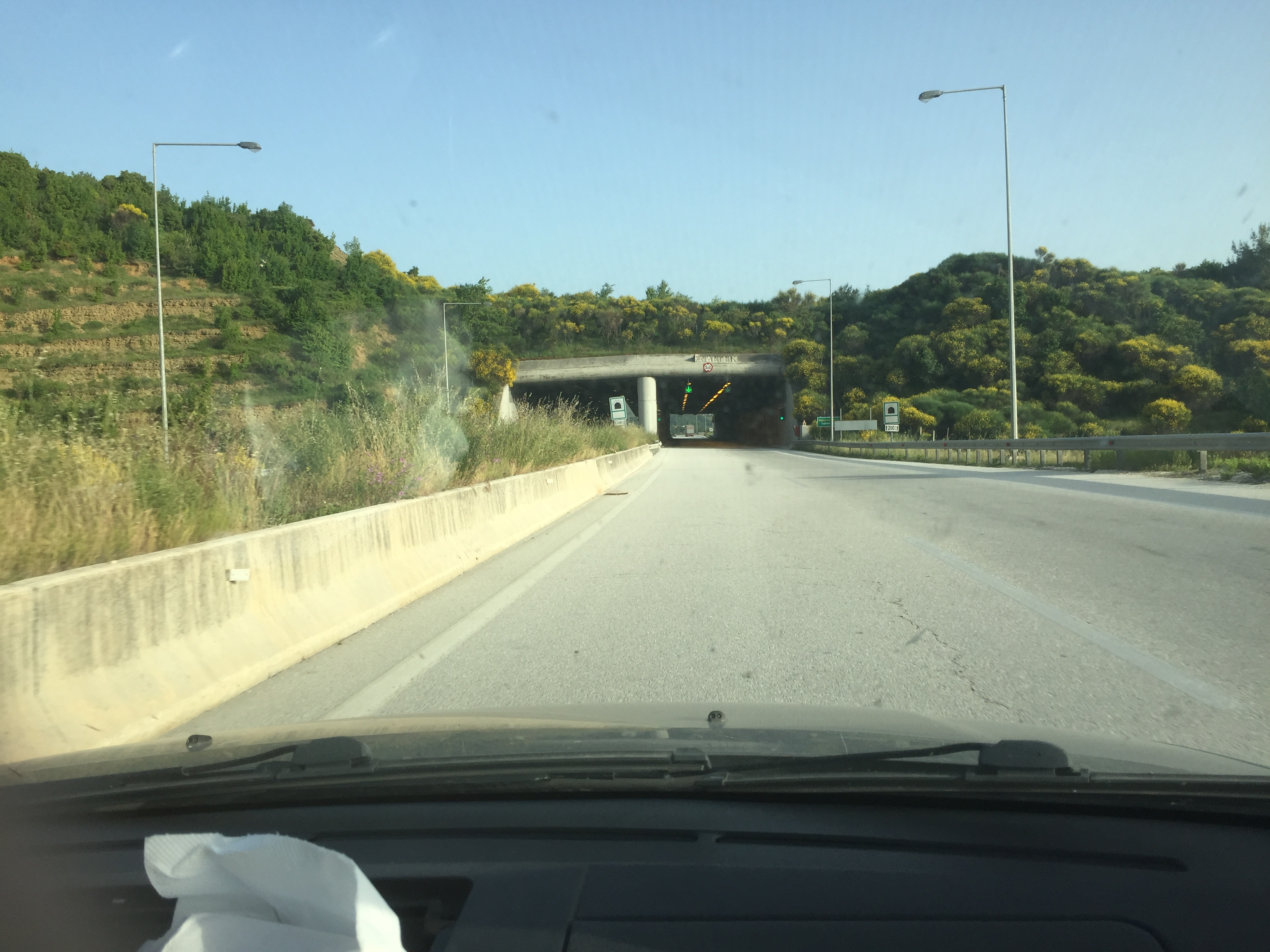
La A2 à l'est de Ioannina.
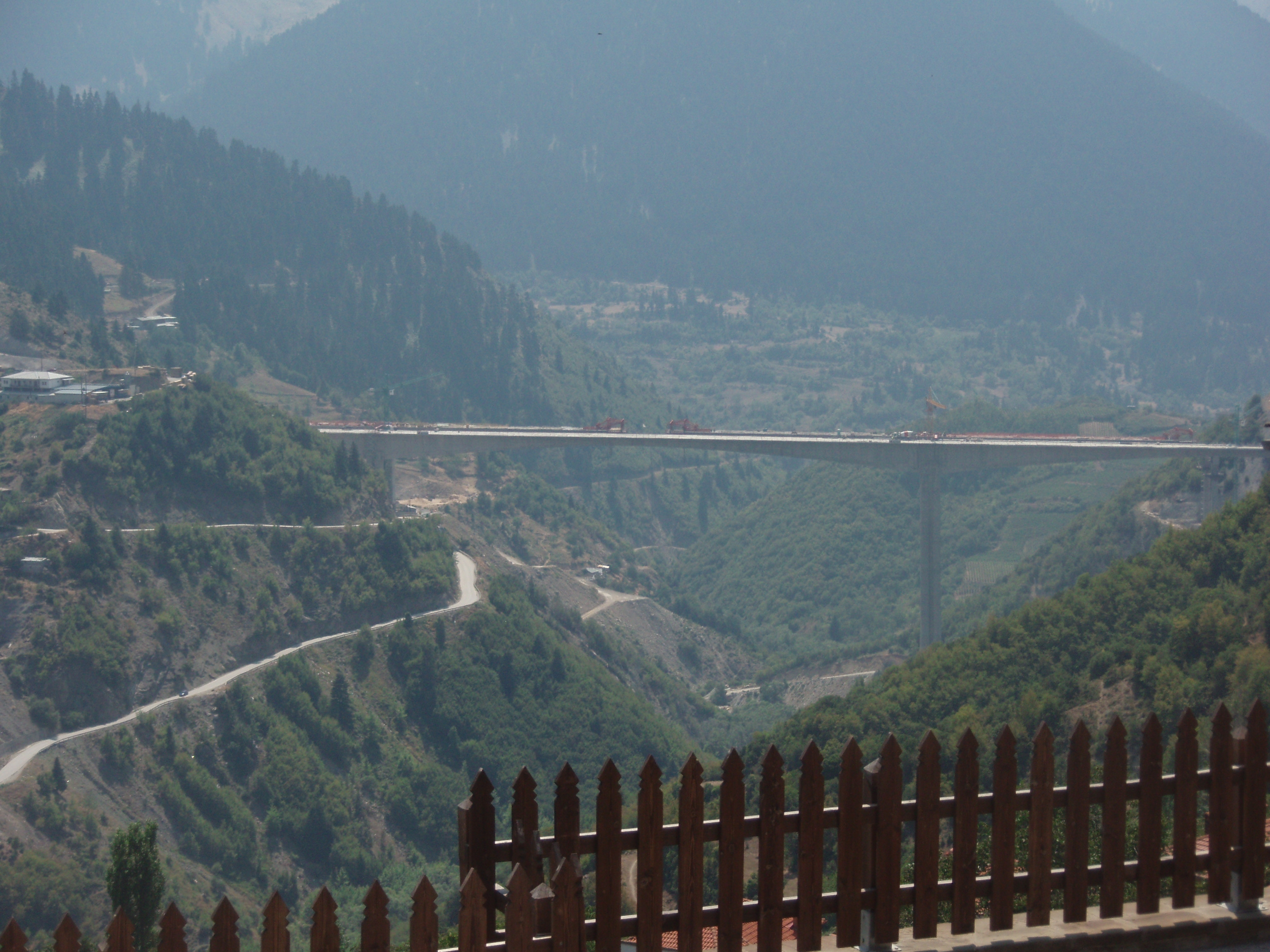
Pont Metsovitikos à Metsovo.